# DHC in het seizoen 1956/57
Het seizoen 1956/1957 was het tweede jaar in het bestaan van de Delftse betaaldvoetbalclub DHC. De club kwam uit in de Tweede divisie A en eindigde daarin op de achtste plaats. Tevens deed de club mee aan het toernooi om de KNVB beker, hierin werd in de eerste ronde verloren van Blauw-Zwart (1–3).

## Wedstrijdstatistieken

### Tweede divisie B
|       | Baronie | DOSKO | 't Gooi | Hilversum | LONGA | N.E.C. | ONA   | RBC   | TOP   | UVS   | De Valk | Wilhelmina | Zeist | ZFC   |
| ----- | ------- | ----- | ------- | --------- | ----- | ------ | ----- | ----- | ----- | ----- | ------- | ---------- | ----- | ----- |
| Thuis | 4 – 2   | 1 – 1 | 2 – 6   | 1 – 3     | 1 – 0 | 5 – 2  | 3 – 1 | 2 – 1 | 2 – 2 | 3 – 1 | 1 – 4   | 3 – 0      | 2 – 2 | 2 – 3 |
| Uit   | 1 – 0   | 3 – 3 | 0 – 0   | 4 – 0     | 3 – 1 | 4 – 0  | 2 – 3 | 5 – 0 | 1 – 1 | 0 – 2 | 0 – 0   | 4 – 3      | 2 – 3 | 1 – 0 |

### KNVB beker
| 1e ronde                                                     | Blauw-Zwart                           | 3 – 1 (0 – 0) | DHC                 |
| 19 augustus 1956 Plaats: Wassenaar Sportcomplex de Schulpwei | Van Dongen Noordervliet Dekleermaeker |               | –' (e.d.) G. Vogels |

## Statistieken DHC 1956/1957

### Eindstand DHC in de Nederlandse Tweede divisie B 1956 / 1957
| Stand | Gespeeld | Gewonnen | Gelijk | Verloren | Punten | Doelpunten voor | Doelpunten tegen |
| ----- | -------- | -------- | ------ | -------- | ------ | --------------- | ---------------- |
| 8e    | 28       | 10       | 7      | 11       | 27     | 48              | 58               |

### Topscorers
| #                    | Naam                    | Goal |
| -------------------- | ----------------------- | ---- |
| 1.                   | Joop Canten             | 8    |
| 1.                   | Gerrit van der Klooster | 8    |
| 3.                   | André Meijer            | 7    |
| 4.                   | De Lange                | 2    |
| 4.                   | Maarten van Maanen      | 2    |
| 4.                   | Leo Middendorp          | 2    |
| 4.                   | Piet van Miert          | 2    |
| 4.                   | Wim Noordam             | 2    |
| 4.                   | Tinus Stok              | 2    |
| 10.                  | Henk Aukes              | 1    |
| 10.                  | Gerrit Lupker           | 1    |
| 10.                  | Jan van Miert           | 1    |
| Eigen doelpunten     |                         |      |
| 1.                   | Jo van Loon (RBC)       | 1    |
| 1.                   | Arie Schinkel (DOSKO)   | 1    |
| Onbekende doelpunten |                         |      |
| 1.                   | Tegen Zeist             | 2    |
| Totaal               | Totaal                  | 48   |

| #              | Naam                    | Goal           |
| Eigen doelpunt | Eigen doelpunt          | Eigen doelpunt |
| -------------- | ----------------------- | -------------- |
| 1.             | G. Vogels (Blauw-Zwart) | 1              |
| Totaal         | Totaal                  | 1              |